# Tossal del Confós
El Tossal de la Maria és una muntanya de 1.138,1 metres que es troba al municipi de Guixers, a la comarca catalana del Solsonès.